# 전혜진 (1988년)
전혜진(全惠璡, 1988년 6월 17일 ~ )은 대한민국의 배우다.

## 약력
1988년 6월 17일에 대한민국의 서울특별시에서 태어났다. 동국대학교를 나와서 1998년 MBC 베스트극장 《'내짝꿍 박순정'》으로 데뷔하였다. SBS 드라마 《은실이》에서 은실이역으로 일약 스타덤에 올랐다.

## 결혼과 가족
- 2010년 12월 28일 전혜진과 배우 이천희가 2011년 3월 중 결혼한다는 것이 기사화되었다.

## 학력
- 서울명원초등학교
- 성덕여자중학교
- 상일여자고등학교
- 동국대학교 공연예술학과

## 출연 작품

### 영화
- 《학교전설》 (1999년)
- 《신부수업》 (2004년) - 깻잎 역
- 《모두들 괜찮아요?》 (2006년) - 지연 역
- 《궁녀》 (2007년) - 정렬 역
- 《학교 다녀오겠습니다》 (2007년)
- 《블러디 쉐이크》 (2010년) - 수경 역
- 《관능의 법칙》 (2014년) - 김수정 역
- 《화장》 (2015년) - 오미영 역
- 《돌연변이》 (2015년) - 다큐멘터리 나레이션 역
- 《빛나는 순간》 (2021년) - 설희 역
- 《낭만적 공장》 (2023년) - 복희 역

### 드라마
- 《은실이》 (SBS, 1998년) - 장은실 역
- 《네 멋대로 해라》 (MBC, 2002년) - 송현지 역
- 《똑바로 살아라》 (SBS, 2002년) - 박혜진 역
- 《백만송이 장미》 (KBS1, 2003년) - 오은지 역
- 《일단 뛰어》 (KBS2, 2006년) - 남다정 역 (중도하차)[2]
- 《가문의 영광》 (SBS, 2008년) - 이혜주 역
- 《그대, 웃어요》 (SBS, 2009년) - 정지수 역
- 《오 마이 레이디》 (SBS, 2010년) - 특별출연
- 《알 수도 있는 사람》 (JTBC, 2017년) - 김효은 역
- 《마더》 (tvN, 2018년) - 강이진 역
- 《나의 해방일지》 (JTBC, 2022년) - 지현아 역
- 《대행사》 (JTBC, 2023년) - 조은정 역
- 《사랑은 외나무다리에서》 (tvN, 2024년) - 맹수아 역
- 《트렁크》 (Netflix, 2024년) - 정시정 역

### 예능 • 뉴스
- KBS2 《오늘부터 무해하게》- 고정출연
- KBS2 《사사건건》 - 단체출연(오늘부터 무해하게 출연진)

### 광고
- 1993년 애경산업 센서블샴푸린스
- 1994년 현대자동차 엑센트
- 1995년 (주)동희 원목가구미지트
- 1996년 남양유업 이오
- 1996년 경향신문
- 1996년 해태제과 UFO
- 1997년 미미월드 미미 카메라
- 1997년 롯데푸드 쥬라기 공원 2
- 1997년 롯데제과 아몬드 빼빼로
- 1999년 롯데제과 버거쩰 (강혜정, 윤동원과 함께 출연)
- 1999년 금성출판사 푸르넷
- 2001년 농심 비냉
- 2002년 하림 월드컵 그릴윙
- 2002년 롯데제과 와일드바디 (변희봉, 허인범과 함께 출연)
- 2003년 농심 짜파게티
- 2003년 롯데제과 하비스트
- 2004년 CJ제일제당 하선정 김치
- 2011년 에쓰오일